# Winterton (ort i Kanada)
Winterton är en ort i Kanada.   Den ligger i provinsen Newfoundland och Labrador, i den östra delen av landet, 1 700 km öster om huvudstaden Ottawa. Winterton ligger 27 meter över havet och antalet invånare är 518.
Terrängen runt Winterton är lite kuperad. Havet är nära Winterton åt nordväst. Runt Winterton är det mycket glesbefolkat, med 3 invånare per kvadratkilometer.. Winterton är det största samhället i trakten. 
I omgivningarna runt Winterton växer i huvudsak blandskog.